# Johannes Jacobi
Pour les articles homonymes, voir Jacobi.
Johannes Jacobi, dit aussi Jean Jacobi, Jean Jacme ou Jean Jaume, né au XIVe siècle et mort en 1384, est un chancelier de l'université de Montpellier, et auteur d'un traité de peste De pestilencia (1376), très diffusé jusqu'au XVIe siècle.

## Biographie
Les détails de sa vie sont  peu connus. Des historiens indiquent qu'il serait d'origine catalane en étant le fils de Jaume d'Agramunt (en), professeur de l'université de Lérida en Aragon, d'autres le voient comme d'origine italienne juive.
Johannes Jacobi apparait dans l'histoire en 1364 lorsqu'il est nommé chancelier à vie de l'université de Montpellier par le vicaire général de l'évêché de Maguelone, et ce en dépit des statuts prévoyant une élection. Cette nomination est contestée par son concurrent malheureux Jean de Tournemire qui fait  appel au Pape Urbain V : l'affaire est jugée par un cardinal-arbitre Saint-Jean-Saint-Paul, Jean de Blandiac. 
La nomination de Jacobi par l'évêché de Maguelone est cassée, mais il est aussitôt renommé chancelier en vertu des pouvoirs apostoliques de l'arbitre, pour éviter d'infliger un blâme public au représentant d'un évêque. 

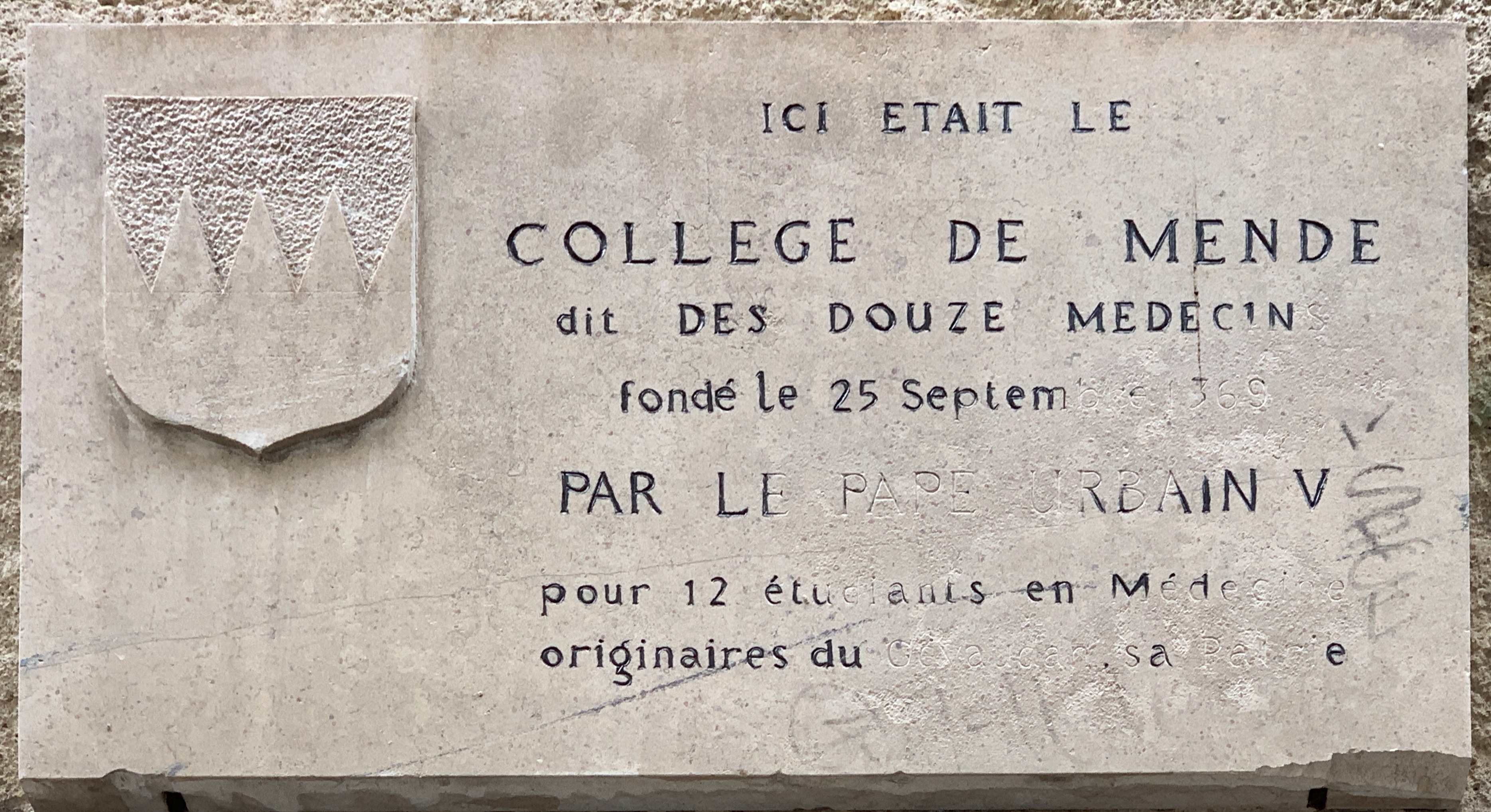
plaque commémorative photographiée en 2021 «… fondé le 25 septembre 1369 par le pape Urbain V pour 12 étudiants en médecine originaires du Gévaudan sa patrie ».

En 1369, il est appelé à soigner le duc Louis Ier d'Anjou, alors gouverneur du Languedoc, ce qui lui vaut d'être anobli par le roi de France Charles V. De 1370 à sa mort, il est le médecin consultant occasionnel des papes Urbain V, Grégoire XI, et Clément VII.  Ses honoraires sont de cent florins par consultation. 
En 1378, il est appelé auprès de Charles V, les textes le qualifient de « physicus regis, in artibus et medicina magister ».  Sa dernière trace dans l'histoire est la consultation qu'il fit pour Clément VII le 23 juin 1384. On estime qu'il meurt avant le 11 août de la même année, date de l'élection de son successeur, Jean de Tournemire,.
Il habitait dans un hôtel particulier, doté d'un verger, qui se trouvait à l'angle des rues Germain et Urbain V de Montpellier, près du Collège des Douze-médecins. Si l'hôtel a disparu, le verger existe au moins jusqu'à la fin du XXe siècle sous forme de petit jardin.

## Travaux

### De pestilencia
Son ouvrage le plus célèbre De pestilencia (1376) connait de nombreuses éditions jusqu'au XVIe siècle sous des titres divers (régime ou traité de peste) mais jamais sous son nom,.
Dès 1454, une version latine apparait en Scandinavie, le Canutus Tract, faussement attribué à un évêque suédois Benedictus Canuti,.  Au total, la version initiale latine connait 21 éditions avant 1500.
Les versions anglaises sont très populaires sous les titres A Little Book for the Pestilence (1485) et A Much Profitable Treatise against Pestilence (1520).
Comme les autres traités de peste, De pestilencia résume les apports des grands auteurs grecs, latins et arabes sur les fièvres et pestilences, traitant des causes, du cours de la maladie, de la prévention et des remèdes. La particularité de Johannes Jacobi est de proposer un code d'éthique médicale minimum en temps de peste :  plutôt que de suivre le précepte antique de « fuir vite, loin, et longtemps », le médecin en temps de peste doit rester auprès de ses malades, tout en prenant toutes les précautions imaginables possibles,.
Réédition moderne : Johannes Jacobi, Regimen sanitatis, en francois (Éd. 1501) : Souverain remede contre lepedimie et traictie pour congnoistre les urines, Paris, Hachette BNF, coll. « Généralités », 2022, 238 p. (ISBN 978-2-329-84234-9).
Réédition moderne : Joannes Jacobi, Le Remede tresutile contre fievre pestilencieuse, et aultres maniere de epidimie approuvé par plusieurs docteurs en medicine (éd. 1491 c.) : L'Imaginaire d'un fléau dans la littérature française au XVIe siècle, Paris, Classiques Garnier, coll. « Géographies du Monde », 2020, 1016 p. (ISBN 978-2-406-08996-4, lire en ligne), Annexe I (p. 829-840).

### Autres
Ses principales autres publications sont, :
- Secretarium practice medicine (1378 ou 1379), écrit à la demande de Charles V.
- De calculo, traité des calculs dans la vessie.
- Recepte super 4e canonis Avicenne de febribus, commentaire du traité sur les fièvres (livre IV du Quanun d'Avicenne).
- De sterilitate, d'attribution contestée entre d'autres auteurs montpelliérains, comme Arnaud de Villeneuve. L'auteur le plus probable serait Pierre Nadilz ou Nadille médecin de Charles le Mauvais[10].
- Alcoati, Liber de la figura del uyl, traduction en catalan d'un texte arabe d'ophtalmologie du XIIe siècle (édition moderne par L. Deztany et J.M Simon de Guilleuma, 1933[11]).